# Arnulfiens
Les Arnulfiens sont les membres d'un lignage de la noblesse franque d'Austrasie issu agnatiquement d’Arnulf, évêque de Metz de 613 à 626. Ce lignage s'unit ensuite à celui des Pépinides avec le mariage d'Ansegisel et de Begga. Leur petit-fils Charles Martel sera le père du premier roi carolingien Pépin le Bref. Les descendants en ligne agnatique d'Arnoul de Metz sont donc appelés Arnulfiens, jusqu'à Charles Martel à partir duquel on parle de Carolingiens. Néanmoins, du fait que les derniers Arnulfiens ont puisé leurs noms, une grande partie de leur puissance et de leur prestige chez leurs ancêtres cognatiques, certains auteurs les appellent improprement Pépinides.

## Origine
L'origine de la dynastie est l'objet de nombreuses discussions d'historiens et de généalogistes depuis le début du Moyen Âge, avec des généalogies fabriquées, contestées et contradictoires. À partir du XXe siècle et l'apparition de la critique historique, il semble qu'un consensus s'élabore autour des propositions suivantes :
- Arnulf, unanimement désigné comme un Franc, est probablement un descendant de Sigebert le Boiteux et de Clodéric, les derniers roi francs de Cologne.
- Dode, son épouse, est fille d'Arnoald, évêque de Metz, petite-fille d'Ansbert le sénateur et descendante d'une famille gallo-romaine, les Ferréoli.

## Histoire

### Arnulf
Arnulf et Pépin de Landen sont les deux principaux chefs de l'aristocratie austrasienne au début du VIIe siècle. Comme ils supportent de moins en moins l'autorité de la reine Brunehilde, régente au nom de son arrière-petit-fils Sigebert II, ils font appel au roi neustrien Clotaire II pour éliminer la reine. Ce dernier envahit l'Austrasie en 613, défait Sigebert II et le fait tuer, ainsi que Brunehilde. En récompense, il nomme saint Arnulf comme évêque de Metz et Pépin comme maire du palais. Mais ils tombent en disgrâce à la mort de Clotaire II, en 629, son fils Dagobert Ier ayant décidé de les écarter du pouvoir. Si Pépin revient au pouvoir en 639 à la mort de Dagobert, il n'en est pas de même pour Arnulf, qui s'est retiré dans un monastère et meurt en 640,.

### Les fils de saint Arnulf
À sa mort, saint Arnulf laisse deux fils, Clodulf et Ansegisel, qui ne sont mentionnés qu'à partir de 643 et font partie de l'entourage proche du maire du palais Grimoald, fils de Pépin l'ancien. Clodulf est ensuite élu évêque de Metz, en 657, quand Grimoald est assassiné. Son entourage proche (famille, conseillers, domestiques) subit alors les persécutions du clan qui arrive au pouvoir. Clodulf se montre alors opportuniste et semble s'accorder avec le nouveau pouvoir, ce qui lui sera reproché par la suite par les Carolingiens, tandis que son frère est assassiné à une date inconnue mais antérieure à 669.
À partir de Pépin de Herstal, les Arnulfiens se réclament plus de l'héritage pépinide que de l'héritage arnulfien, en transmettant plus de prénoms puisés dans le stock onomastique pépinide (Pépin, Grimoald, Charles, Carloman) que dans le stock arnulfinge, à tel point que les Annales de Metz, composées à la fin du VIIIe siècle, ne présentent Pépin de Herstal que comme petit-fils de Pépin de Landen, en ne mentionnant Arnulf que comme un parent agnatique qui n'aurait contribué à la puissance des carolingiens que par ses conseils. Cet état de fait perdure encore et les descendants d'Ansegisel et de Begga sont appelés Pépinides alors qu'on pourrait les appeler arnulfiens.

### Pépin de Herstal
Pépin de Herstal apparait en 675 quand, duc austrasien associé au duc Martin, il s'oppose à Ebroïn, maire du palais de Neustrie. En 679, une première bataille tourne court pour les Austrasiens et le duc Martin est tué. Après la mort d'Ebroïn suivie d'une période de paix, les hostilités reprennent en 687 et se terminent en faveur de Pépin, qui devient le véritable maître des trois royaumes francs (Neustrie, Bourgogne et Austrasie). Il délaisse l'Aquitaine, confie la Neustrie à des fidèles puis à ses fils, et se concentre sur les frontières nord et orientales des royaumes : Saxe, Frise, Bavière et Alémanie. Mais la cour est divisée entre deux factions, l'une regroupée autour de Plectrude, l'épouse de Pépin, et l'autre autour d'Alpaïde, la maîtresse de Pépin. Ce dernier réussit à conserver l'équilibre entre les deux partis, mais il meurt en 714 en laissant une succession difficile.

### Charles Martel
Plectrude, la veuve de Pépin de Herstal, fait immédiatement enfermer son beau-fils Charles et fait reconnaître son petit-fils Théodebald. Mais les difficultés commencent rapidement car les Neustriens se révoltent, élisent un roi, Chilpéric II, et un maire du palais, Ragenfrid et, alliés aux Frisons, attaquent l'Austrasie. C'est alors que Charles réussit à s'échapper et à organiser une contre-attaque avec quelques partisans, qui repoussent les Neustriens et les Frisons. Fort de son succès, il écarte Plectrude et Théodebald et réunit les trois royaumes sous son autorité. Avec l'aide de l'Église, il organise les royaumes francs en une principauté cohérente. C'est alors que les Sarrasins, une première fois repoussés à Toulouse en 721, envahissent de nouveau la Gaule, mais sont vaincus par Charles près de Poitiers le 25 octobre 732. Cette victoire apporte à Charles le surnom de Martel et lui permet d'intervenir en Aquitaine qu'il soumet à son autorité. En 737, à la mort du roi mérovingien Thierry IV, Charles Martel ne juge pas utile de sacrer un nouveau roi et reste seul maître des royaumes francs, sans cependant tenter de monter sur le trône.
À sa mort, en 741, ses fils Pépin le Bref et Carloman doivent nommer un roi, Childéric III, pour faire face aux troubles liés à la succession. Puis Carloman se retire dans un monastère en 747 et Pépin, obtient en 751 le soutien du pape pour déposer Childéric III et devenir roi, ouvrant l'histoire à la dynastie carolingienne.

## Généalogie
|                                      |                                      |                                      |                                      |                                              |                                              |                                              |                                              |                                              |                                              |                                |                                | Arnulf évêque de Metz († 640)  | Arnulf évêque de Metz († 640)  | Arnulf évêque de Metz († 640) | Arnulf évêque de Metz († 640) | Arnulf évêque de Metz († 640)       | Arnulf évêque de Metz († 640)       |                                     |                                     |                                     |                                     |                                     |                                     | Dode                                | Dode                                | Dode                       | Dode                       | Dode                         | Dode                         |                              |                              |                                     |                                     |                                     |                                     |                                          |                                     |               |               | Pépin l'Ancien maire du palais († 640)       | Pépin l'Ancien maire du palais († 640)       | Pépin l'Ancien maire du palais († 640)       | Pépin l'Ancien maire du palais († 640)       | Pépin l'Ancien maire du palais († 640)       | Pépin l'Ancien maire du palais († 640)       |                                        |                                        |                                        |                                        |                                     |                                     |                                     |                                     |         |         |         |         |  |  |  |  |  |  |  |  |  |  |  |  |              |              |              |              |              |              |  |  |              |              |              |              |              |              |  |  |  |  |
|                                      |                                      |                                      |                                      |                                              |                                              |                                              |                                              |                                              |                                              |                                |                                | Arnulf évêque de Metz († 640)  | Arnulf évêque de Metz († 640)  | Arnulf évêque de Metz († 640) | Arnulf évêque de Metz († 640) | Arnulf évêque de Metz († 640)       | Arnulf évêque de Metz († 640)       |                                     |                                     |                                     |                                     |                                     |                                     | Dode                                | Dode                                | Dode                       | Dode                       | Dode                         | Dode                         |                              |                              |                                     |                                     |                                     |                                     |                                          |                                     |               |               | Pépin l'Ancien maire du palais († 640)       | Pépin l'Ancien maire du palais († 640)       | Pépin l'Ancien maire du palais († 640)       | Pépin l'Ancien maire du palais († 640)       | Pépin l'Ancien maire du palais († 640)       | Pépin l'Ancien maire du palais († 640)       |                                        |                                        |                                        |                                        |                                     |                                     |                                     |                                     |         |         |         |         |  |  |  |  |  |  |  |  |  |  |  |  |              |              |              |              |              |              |  |  |              |              |              |              |              |              |  |  |  |  |
|                                      |                                      |                                      |                                      |                                              |                                              |                                              |                                              |                                              |                                              |                                |                                |                                |                                |                               |                               |                                     |                                     |                                     |                                     |                                     |                                     |                                     |                                     |                                     |                                     |                            |                            |                              |                              |                              |                              |                                     |                                     |                                     |                                     |                                          |                                     |               |               |                                              |                                              |                                              |                                              |                                              |                                              |                                        |                                        |                                        |                                        |                                     |                                     |                                     |                                     |         |         |         |         |  |  |  |  |  |  |  |  |  |  |  |  |              |              |              |              |              |              |  |  |              |              |              |              |              |              |  |  |  |  |
|                                      |                                      |                                      |                                      |                                              |                                              |                                              |                                              |                                              |                                              |                                |                                |                                |                                |                               |                               |                                     |                                     |                                     |                                     |                                     |                                     |                                     |                                     |                                     |                                     |                            |                            |                              |                              |                              |                              |                                     |                                     |                                     |                                     |                                          |                                     |               |               |                                              |                                              |                                              |                                              |                                              |                                              |                                        |                                        |                                        |                                        |                                     |                                     |                                     |                                     |         |         |         |         |  |  |  |  |  |  |  |  |  |  |  |  |              |              |              |              |              |              |  |  |              |              |              |              |              |              |  |  |  |  |
| Hilda (?)                            | Hilda (?)                            | Hilda (?)                            | Hilda (?)                            | Hilda (?)                                    | Hilda (?)                                    |                                              |                                              | Clodulf évêque de Metz († 697)               | Clodulf évêque de Metz († 697)               | Clodulf évêque de Metz († 697) | Clodulf évêque de Metz († 697) | Clodulf évêque de Metz († 697) | Clodulf évêque de Metz († 697) |                               |                               |                                     |                                     |                                     |                                     |                                     |                                     |                                     |                                     |                                     |                                     |                            |                            | Ansegisel domestique († 662) | Ansegisel domestique († 662) | Ansegisel domestique († 662) | Ansegisel domestique († 662) | Ansegisel domestique († 662)        | Ansegisel domestique († 662)        |                                     |                                     | Begga († 693)                            | Begga († 693)                       | Begga († 693) | Begga († 693) | Begga († 693)                                | Begga († 693)                                |                                              |                                              | Grimoald maire du palais (v.615 † 657)       | Grimoald maire du palais (v.615 † 657)       | Grimoald maire du palais (v.615 † 657) | Grimoald maire du palais (v.615 † 657) | Grimoald maire du palais (v.615 † 657) | Grimoald maire du palais (v.615 † 657) |                                     |                                     |                                     |                                     |         |         |         |         |  |  |  |  |  |  |  |  |  |  |  |  |              |              |              |              |              |              |  |  |              |              |              |              |              |              |  |  |  |  |
| Hilda (?)                            | Hilda (?)                            | Hilda (?)                            | Hilda (?)                            | Hilda (?)                                    | Hilda (?)                                    |                                              |                                              | Clodulf évêque de Metz († 697)               | Clodulf évêque de Metz († 697)               | Clodulf évêque de Metz († 697) | Clodulf évêque de Metz († 697) | Clodulf évêque de Metz († 697) | Clodulf évêque de Metz († 697) |                               |                               |                                     |                                     |                                     |                                     |                                     |                                     |                                     |                                     |                                     |                                     |                            |                            | Ansegisel domestique († 662) | Ansegisel domestique († 662) | Ansegisel domestique († 662) | Ansegisel domestique († 662) | Ansegisel domestique († 662)        | Ansegisel domestique († 662)        |                                     |                                     | Begga († 693)                            | Begga († 693)                       | Begga († 693) | Begga († 693) | Begga († 693)                                | Begga († 693)                                |                                              |                                              | Grimoald maire du palais (v.615 † 657)       | Grimoald maire du palais (v.615 † 657)       | Grimoald maire du palais (v.615 † 657) | Grimoald maire du palais (v.615 † 657) | Grimoald maire du palais (v.615 † 657) | Grimoald maire du palais (v.615 † 657) |                                     |                                     |                                     |                                     |         |         |         |         |  |  |  |  |  |  |  |  |  |  |  |  |              |              |              |              |              |              |  |  |              |              |              |              |              |              |  |  |  |  |
|                                      |                                      |                                      |                                      |                                              |                                              |                                              |                                              |                                              |                                              |                                |                                |                                |                                |                               |                               |                                     |                                     |                                     |                                     |                                     |                                     |                                     |                                     |                                     |                                     |                            |                            |                              |                              |                              |                              |                                     |                                     |                                     |                                     |                                          |                                     |               |               |                                              |                                              |                                              |                                              |                                              |                                              |                                        |                                        |                                        |                                        |                                     |                                     |                                     |                                     |         |         |         |         |  |  |  |  |  |  |  |  |  |  |  |  |              |              |              |              |              |              |  |  |              |              |              |              |              |              |  |  |  |  |
|                                      |                                      |                                      |                                      |                                              |                                              |                                              |                                              |                                              |                                              |                                |                                |                                |                                |                               |                               |                                     |                                     |                                     |                                     |                                     |                                     |                                     |                                     |                                     |                                     |                            |                            |                              |                              |                              |                              |                                     |                                     |                                     |                                     |                                          |                                     |               |               |                                              |                                              |                                              |                                              |                                              |                                              |                                        |                                        |                                        |                                        |                                     |                                     |                                     |                                     |         |         |         |         |  |  |  |  |  |  |  |  |  |  |  |  |              |              |              |              |              |              |  |  |              |              |              |              |              |              |  |  |  |  |
| Aunulf († 697/714)                   | Aunulf († 697/714)                   | Aunulf († 697/714)                   | Aunulf († 697/714)                   | Aunulf († 697/714)                           | Aunulf († 697/714)                           |                                              |                                              | Martin comte († 680)                         | Martin comte († 680)                         | Martin comte († 680)           | Martin comte († 680)           | Martin comte († 680)           | Martin comte († 680)           |                               |                               | Clotilde Dode († 699) x Thierry III | Clotilde Dode († 699) x Thierry III | Clotilde Dode († 699) x Thierry III | Clotilde Dode († 699) x Thierry III | Clotilde Dode († 699) x Thierry III | Clotilde Dode († 699) x Thierry III |                                     |                                     |                                     |                                     | Griffo archevêque de Rouen | Griffo archevêque de Rouen | Griffo archevêque de Rouen   | Griffo archevêque de Rouen   | Griffo archevêque de Rouen   | Griffo archevêque de Rouen   |                                     |                                     |                                     |                                     |                                          |                                     |               |               |                                              |                                              |                                              |                                              |                                              |                                              |                                        |                                        |                                        |                                        |                                     |                                     |                                     |                                     |         |         |         |         |  |  |  |  |  |  |  |  |  |  |  |  |              |              |              |              |              |              |  |  |              |              |              |              |              |              |  |  |  |  |
| Aunulf († 697/714)                   | Aunulf († 697/714)                   | Aunulf († 697/714)                   | Aunulf († 697/714)                   | Aunulf († 697/714)                           | Aunulf († 697/714)                           |                                              |                                              | Martin comte († 680)                         | Martin comte († 680)                         | Martin comte († 680)           | Martin comte († 680)           | Martin comte († 680)           | Martin comte († 680)           |                               |                               | Clotilde Dode († 699) x Thierry III | Clotilde Dode († 699) x Thierry III | Clotilde Dode († 699) x Thierry III | Clotilde Dode († 699) x Thierry III | Clotilde Dode († 699) x Thierry III | Clotilde Dode († 699) x Thierry III |                                     |                                     |                                     |                                     | Griffo archevêque de Rouen | Griffo archevêque de Rouen | Griffo archevêque de Rouen   | Griffo archevêque de Rouen   | Griffo archevêque de Rouen   | Griffo archevêque de Rouen   |                                     |                                     |                                     |                                     | Pépin de Herstal maire du palais († 714) |                                     |               |               |                                              |                                              |                                              |                                              |                                              |                                              |                                        |                                        |                                        |                                        |                                     |                                     |                                     |                                     |         |         |         |         |  |  |  |  |  |  |  |  |  |  |  |  |              |              |              |              |              |              |  |  |              |              |              |              |              |              |  |  |  |  |
|                                      |                                      |                                      |                                      |                                              |                                              |                                              |                                              |                                              |                                              |                                |                                |                                |                                |                               |                               |                                     |                                     |                                     |                                     | Plectrude (Hugobertide)             | Plectrude (Hugobertide)             | Plectrude (Hugobertide)             | Plectrude (Hugobertide)             | Plectrude (Hugobertide)             | Plectrude (Hugobertide)             |                            |                            |                              |                              |                              |                              |                                     |                                     |                                     |                                     |                                          |                                     |               |               |                                              |                                              |                                              |                                              |                                              |                                              |                                        |                                        |                                        |                                        |                                     |                                     | Alpaïde                             | Alpaïde                             | Alpaïde | Alpaïde | Alpaïde | Alpaïde |  |  |  |  |  |  |  |  |  |  |  |  |              |              |              |              |              |              |  |  |              |              |              |              |              |              |  |  |  |  |
|                                      |                                      |                                      |                                      |                                              |                                              |                                              |                                              |                                              |                                              |                                |                                |                                |                                |                               |                               |                                     |                                     |                                     |                                     | Plectrude (Hugobertide)             | Plectrude (Hugobertide)             | Plectrude (Hugobertide)             | Plectrude (Hugobertide)             | Plectrude (Hugobertide)             | Plectrude (Hugobertide)             |                            |                            |                              |                              |                              |                              |                                     |                                     |                                     |                                     |                                          |                                     |               |               |                                              |                                              |                                              |                                              |                                              |                                              |                                        |                                        |                                        |                                        |                                     |                                     | Alpaïde                             | Alpaïde                             | Alpaïde | Alpaïde | Alpaïde | Alpaïde |  |  |  |  |  |  |  |  |  |  |  |  |              |              |              |              |              |              |  |  |              |              |              |              |              |              |  |  |  |  |
|                                      |                                      |                                      |                                      |                                              |                                              |                                              |                                              |                                              |                                              |                                |                                |                                |                                |                               |                               |                                     |                                     |                                     |                                     |                                     |                                     |                                     |                                     |                                     |                                     |                            |                            |                              |                              |                              |                              |                                     |                                     |                                     |                                     |                                          |                                     |               |               |                                              |                                              |                                              |                                              |                                              |                                              |                                        |                                        |                                        |                                        |                                     |                                     |                                     |                                     |         |         |         |         |  |  |  |  |  |  |  |  |  |  |  |  |              |              |              |              |              |              |  |  |              |              |              |              |              |              |  |  |  |  |
|                                      |                                      |                                      |                                      |                                              |                                              |                                              |                                              |                                              |                                              |                                |                                |                                |                                |                               |                               |                                     |                                     |                                     |                                     |                                     |                                     |                                     |                                     |                                     |                                     |                            |                            |                              |                              |                              |                              |                                     |                                     |                                     |                                     |                                          |                                     |               |               |                                              |                                              |                                              |                                              |                                              |                                              |                                        |                                        |                                        |                                        |                                     |                                     |                                     |                                     |         |         |         |         |  |  |  |  |  |  |  |  |  |  |  |  |              |              |              |              |              |              |  |  |              |              |              |              |              |              |  |  |  |  |
|                                      |                                      |                                      |                                      | Adaltrude fille de Berthaire maire de palais | Adaltrude fille de Berthaire maire de palais | Adaltrude fille de Berthaire maire de palais | Adaltrude fille de Berthaire maire de palais | Adaltrude fille de Berthaire maire de palais | Adaltrude fille de Berthaire maire de palais |                                |                                |                                |                                |                               |                               |                                     |                                     |                                     |                                     | Drogon duc de Champagne (670 † 708) | Drogon duc de Champagne (670 † 708) | Drogon duc de Champagne (670 † 708) | Drogon duc de Champagne (670 † 708) | Drogon duc de Champagne (670 † 708) | Drogon duc de Champagne (670 † 708) |                            |                            |                              |                              |                              |                              | Grimoald II maire du palais († 714) | Grimoald II maire du palais († 714) | Grimoald II maire du palais († 714) | Grimoald II maire du palais († 714) | Grimoald II maire du palais († 714)      | Grimoald II maire du palais († 714) |               |               | Charles Martel maire du palais (v.685 † 741) | Charles Martel maire du palais (v.685 † 741) | Charles Martel maire du palais (v.685 † 741) | Charles Martel maire du palais (v.685 † 741) | Charles Martel maire du palais (v.685 † 741) | Charles Martel maire du palais (v.685 † 741) |                                        |                                        | Childebrand duc en Provence († 751)    | Childebrand duc en Provence († 751)    | Childebrand duc en Provence († 751) | Childebrand duc en Provence († 751) | Childebrand duc en Provence († 751) | Childebrand duc en Provence († 751) |         |         |         |         |  |  |  |  |  |  |  |  |  |  |  |  |              |              |              |              |              |              |  |  |              |              |              |              |              |              |  |  |  |  |
|                                      |                                      |                                      |                                      | Adaltrude fille de Berthaire maire de palais | Adaltrude fille de Berthaire maire de palais | Adaltrude fille de Berthaire maire de palais | Adaltrude fille de Berthaire maire de palais | Adaltrude fille de Berthaire maire de palais | Adaltrude fille de Berthaire maire de palais |                                |                                |                                |                                |                               |                               |                                     |                                     |                                     |                                     | Drogon duc de Champagne (670 † 708) | Drogon duc de Champagne (670 † 708) | Drogon duc de Champagne (670 † 708) | Drogon duc de Champagne (670 † 708) | Drogon duc de Champagne (670 † 708) | Drogon duc de Champagne (670 † 708) |                            |                            |                              |                              |                              |                              | Grimoald II maire du palais († 714) | Grimoald II maire du palais († 714) | Grimoald II maire du palais († 714) | Grimoald II maire du palais († 714) | Grimoald II maire du palais († 714)      | Grimoald II maire du palais († 714) |               |               | Charles Martel maire du palais (v.685 † 741) | Charles Martel maire du palais (v.685 † 741) | Charles Martel maire du palais (v.685 † 741) | Charles Martel maire du palais (v.685 † 741) | Charles Martel maire du palais (v.685 † 741) | Charles Martel maire du palais (v.685 † 741) |                                        |                                        | Childebrand duc en Provence († 751)    | Childebrand duc en Provence († 751)    | Childebrand duc en Provence († 751) | Childebrand duc en Provence († 751) | Childebrand duc en Provence († 751) | Childebrand duc en Provence († 751) |         |         |         |         |  |  |  |  |  |  |  |  |  |  |  |  |              |              |              |              |              |              |  |  |              |              |              |              |              |              |  |  |  |  |
|                                      |                                      |                                      |                                      |                                              |                                              |                                              |                                              |                                              |                                              |                                |                                |                                |                                |                               |                               |                                     |                                     |                                     |                                     |                                     |                                     |                                     |                                     |                                     |                                     |                            |                            |                              |                              |                              |                              |                                     |                                     |                                     |                                     |                                          |                                     |               |               |                                              |                                              |                                              |                                              |                                              |                                              |                                        |                                        |                                        |                                        |                                     |                                     |                                     |                                     |         |         |         |         |  |  |  |  |  |  |  |  |  |  |  |  |              |              |              |              |              |              |  |  |              |              |              |              |              |              |  |  |  |  |
|                                      |                                      |                                      |                                      |                                              |                                              |                                              |                                              |                                              |                                              |                                |                                |                                |                                |                               |                               |                                     |                                     |                                     |                                     |                                     |                                     |                                     |                                     |                                     |                                     |                            |                            |                              |                              |                              |                              |                                     |                                     |                                     |                                     |                                          |                                     |               |               |                                              |                                              |                                              |                                              |                                              |                                              |                                        |                                        |                                        |                                        |                                     |                                     |                                     |                                     |         |         |         |         |  |  |  |  |  |  |  |  |  |  |  |  |              |              |              |              |              |              |  |  |              |              |              |              |              |              |  |  |  |  |
| Arnulf duc (des Burgondes ?) († 723) | Arnulf duc (des Burgondes ?) († 723) | Arnulf duc (des Burgondes ?) († 723) | Arnulf duc (des Burgondes ?) († 723) | Arnulf duc (des Burgondes ?) († 723)         | Arnulf duc (des Burgondes ?) († 723)         |                                              |                                              | Hugues arch. de Rouen († 730)                | Hugues arch. de Rouen († 730)                | Hugues arch. de Rouen († 730)  | Hugues arch. de Rouen († 730)  | Hugues arch. de Rouen († 730)  | Hugues arch. de Rouen († 730)  |                               |                               | Pépin († 723)                       | Pépin († 723)                       | Pépin († 723)                       | Pépin († 723)                       | Pépin († 723)                       | Pépin († 723)                       |                                     |                                     | Godefried (.. 708-723 ..)           | Godefried (.. 708-723 ..)           | Godefried (.. 708-723 ..)  | Godefried (.. 708-723 ..)  | Godefried (.. 708-723 ..)    | Godefried (.. 708-723 ..)    |                              |                              | Théodebald maire du palais († 741)  | Théodebald maire du palais († 741)  | Théodebald maire du palais († 741)  | Théodebald maire du palais († 741)  | Théodebald maire du palais († 741)       | Théodebald maire du palais († 741)  |               |               |                                              |                                              |                                              |                                              |                                              |                                              |                                        |                                        |                                        |                                        |                                     |                                     |                                     |                                     |         |         |         |         |  |  |  |  |  |  |  |  |  |  |  |  |              |              |              |              |              |              |  |  |              |              |              |              |              |              |  |  |  |  |
| Arnulf duc (des Burgondes ?) († 723) | Arnulf duc (des Burgondes ?) († 723) | Arnulf duc (des Burgondes ?) († 723) | Arnulf duc (des Burgondes ?) († 723) | Arnulf duc (des Burgondes ?) († 723)         | Arnulf duc (des Burgondes ?) († 723)         |                                              |                                              | Hugues arch. de Rouen († 730)                | Hugues arch. de Rouen († 730)                | Hugues arch. de Rouen († 730)  | Hugues arch. de Rouen († 730)  | Hugues arch. de Rouen († 730)  | Hugues arch. de Rouen († 730)  |                               |                               | Pépin († 723)                       | Pépin († 723)                       | Pépin († 723)                       | Pépin († 723)                       | Pépin († 723)                       | Pépin († 723)                       |                                     |                                     | Godefried (.. 708-723 ..)           | Godefried (.. 708-723 ..)           | Godefried (.. 708-723 ..)  | Godefried (.. 708-723 ..)  | Godefried (.. 708-723 ..)    | Godefried (.. 708-723 ..)    |                              |                              | Théodebald maire du palais († 741)  | Théodebald maire du palais († 741)  | Théodebald maire du palais († 741)  | Théodebald maire du palais († 741)  | Théodebald maire du palais († 741)       | Théodebald maire du palais († 741)  |               |               |                                              |                                              |                                              |                                              |                                              |                                              |                                        |                                        |                                        |                                        |                                     |                                     |                                     |                                     |         |         |         |         |  |  |  |  |  |  |  |  |  |  |  |  | Carolingiens | Carolingiens | Carolingiens | Carolingiens | Carolingiens | Carolingiens |  |  | Nibelungides | Nibelungides | Nibelungides | Nibelungides | Nibelungides | Nibelungides |  |  |  |  |